# Азербайджано-индонезийские отношения
Азербайджано-индонезийские отношения — отношения между Азербайджаном и Индонезией в политической, социально-экономической, культурной и иных сферах.
Обе страны являются членами Организации Исламского сотрудничества и Движения неприсоединения.

## Дипломатические отношения
Индонезия признала независимость Азербайджана 28 декабря 1991 года. Дипломатические отношения установлены 24 сентября 1992 года. 
Посольство Азербайджана в Индонезии открыто 1 февраля 2006 года. Посольство стало первым посольством Азербайджана в Юго-Восточной Азии. 
Посольство Индонезии в Азербайджане открыто 12 декабря 2010 года. 
В парламенте Азербайджана действует двусторонняя рабочая группа по отношениям с Индонезией. Руководитель группы — Бахтияр Алиев. 
В Народном консультативном конгрессе Индонезии действует группа дружбы с Азербайджаном. 
С 9 по 13 декабря 1996 года министр иностранных дел Азербайджана Гасан Гасанов посетил Индонезию с официальным визитом. 
С 19 по 21 июня 2006 года министр иностранных дел Индонезии Хассан Вираюда посетил Азербайджан с официальным визитом. 
С 11 по 12 мая 2008 года министр иностранных дел Индонезии Хассан Вираюда вновь совершил официальный визит в Азербайджан. 
С 25 по 27 мая 2011 года в рамках мероприятий Движения неприсоединения министр иностранных дел Азербайджана Эльмар Мамедъяров посетил Индонезию. 
С 7 по 8 ноября 2013 года Эльмар Мамедъяров посетил Демократический форум Бали, проводившийся в Индонезии. 
С 8 по 10 ноября 2012 года спикер парламента Азербайджана Октай Асадов совершил официальный визит в Индонезию. 
С 15 по 18 апреля 2013 года председатель Совета народных представителей Народного консультативного конгресса Индонезии Марзуки Али посетил Азербайджан с официальным визитом. 
С 19 по 22 сентября 2018 года председатель Совета представителей регионов Индонезии Осман Сапта Оданг.  
Между странами подписано 15 документов. 

## Экономика
Товарооборот между Азербайджаном и Индонезией в основном связан с энергетическим сектором. В 2011 году Азербайджан стал вторым по величине поставщиком нефти в Индонезию после Саудовской Аравии. В 2007 году товарооборот между Азербайджаном и Индонезией составлял 101,1 млн долларов США. К 2011 году товарооборот увеличился до $ 1,76 миллиардов.
Индонезия экспортирует в Азербайджан сырое пальмовое и кокосовое масло.

### Товарооборот
| Год  | Экспорт Азербайджана | Импорт Азербайджана | Сумма товарооборота |
| ---- | -------------------- | ------------------- | ------------------- |
| 2020 | 458,46               | 30 337,41           | 30 795,87           |
| 2021 | 87 318,61            | 54 717,68           | 142 036,29          |
| 2022 | 606 043,49           | 104 747,44          | 710 790,93          |
| 2023 | 150 790,42           | 73 318,36           | 224 108,78          |
| 2024 | 179 802,61           | 75 757,98           | 255 560,59          |